# Torre Eiffel (singolo)
Torre Eiffel è un singolo del cantautore italiano AKA 7even, pubblicato il 18 settembre 2019 come primo estratto dal primo album in studio AKA 7even.

## Descrizione
Il brano, scritto dallo stesso cantautore, è prodotto Max Elias Kleinschmidt, in arte Cosmophonix.

## Tracce
Testi di Luca Marzano, musiche di Luca Marzano, Gianvito Vizzi e Max Elias Kleinschmidt.
1. Torre Eiffel – 3:06